# La Ferté-Loupière
La Ferté-Loupière is een gemeente in het Franse departement Yonne (regio Bourgogne-Franche-Comté) en telt 561 inwoners (1999). De plaats maakt deel uit van het arrondissement Auxerre.

## Geografie
De oppervlakte van La Ferté-Loupière bedraagt 30,0 km², de bevolkingsdichtheid is 18,7 inwoners per km².
De onderstaande kaart toont de ligging van La Ferté-Loupière met de belangrijkste infrastructuur en aangrenzende gemeenten.

## Demografie
Onderstaande figuur toont het verloop van het inwonertal (bron: INSEE-tellingen).